# Oprostovice
Oprostovice är en ort i Tjeckien.   Den ligger i regionen Olomouc, i den östra delen av landet, 240 km öster om huvudstaden Prag. Oprostovice ligger 293 meter över havet och antalet invånare är 114.
Terrängen runt Oprostovice är platt åt sydväst, men åt nordost är den kuperad. Terrängen runt Oprostovice sluttar västerut.Runt Oprostovice är det ganska tätbefolkat, med 124 invånare per kvadratkilometer. Närmaste större samhälle är Přerov, 12,3 km väster om Oprostovice. Trakten runt Oprostovice består till största delen av jordbruksmark.